# Bahnhof Nürnberg-Mögeldorf
Der Bahnhof Nürnberg-Mögeldorf ist ein Bahnhof in Nürnberg, liegt an der Bahnstrecke Nürnberg–Irrenlohe und befindet sich im Stadtteil Mögeldorf. Er verfügt über einen insgesamt 162 m langen Mittelbahnsteig, wovon 140 Meter eine Bahnsteighöhe von 85 cm aufweisen und für den S-Bahn-Verkehr genutzt werden können. Die Verkehrsbedienung erfolgt durch die S-Bahn-Linie S 2 (Roth – Nürnberg – Hartmannshof), zusätzlich besteht eine Verknüpfung mit der Straßenbahnlinie 5 und den Stadtbuslinien 40, 45 und 95 Haltestelle Mögeldorf an der Schmausenbuckstraße („Mögeldorfer Plärrer“).

## Geschichte

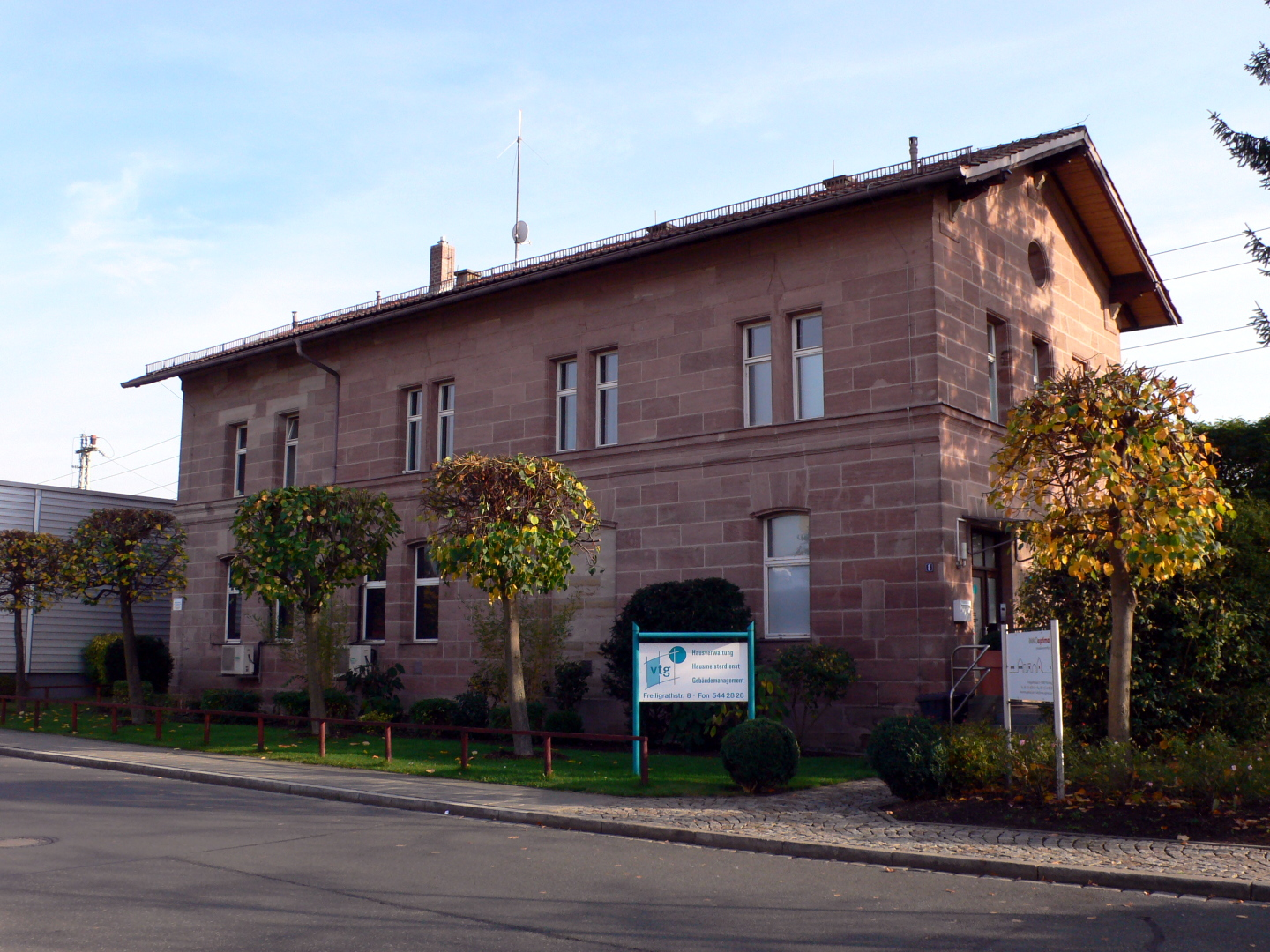
Empfangsgebäude

Eröffnet wurde der Haltepunkt, zunächst nur für den Personenverkehr, am 9. Mai 1859 durch die Bayerische Ostbahn AG zusammen mit dem Teilstück Nürnberg–Hersbruck (links der Pegnitz) der Bahnstrecke Nürnberg–Schwandorf. Ab 1877 begann der Güterumschlag, wofür die Gleisanlagen erweitert und Anschlussgleise zu umliegenden Industriebetrieben angelegt wurden. Eine weitere Aufwertung erfuhr Mögeldorf mit der Eröffnung des Ostabschnitts der Ringbahn (Mögeldorf / Ostbahnhof – Dutzendteich) am 1. Mai 1900. Hier beginnt eine eingleisige nichtelektrifizierte Strecke in Richtung Nürnberg-Dutzendteich und Nürnberg Rangierbahnhof. Die letzte Umgestaltung fand in Zusammenhang mit dem Bau der ersten Nürnberger S-Bahn-Linie zwischen 1983 und dem 26. September 1987 statt, dabei wurde ein neuer Mittelbahnsteig angelegt, der von Osten her mit einer Rampe barrierefrei und im Westen über Festtreppen erreichbar ist. Das denkmalgeschützte Empfangsgebäude von 1858 und der ebenfalls denkmalgeschützte Güterschuppen von 1877 wurden von der Bahn aufgegeben und verkauft. Vom 21. März bis 15. April 2011 wurde der Bahnsteig durch bauliche Maßnahmen im Ostteil auf 140 Meter verlängert, damit auch Doppeleinheiten der Talent-2-Triebwagen halten können.

## Anlagen
Außer den Durchgangsgleisen gibt es noch ein Ausweichgleis an der Ringbahnstrecke und ein Abstellgleis nördlich des Bahnsteigs, von dem ein Privatanschlussgleis abzweigt. Alle dem übrigen Güterverkehr dienenden Gleise (Laderampe und Freiladegleis im Süden) wurden entfernt.
Nördlich des Bahnhofs befindet sich ein P+R-Parkplatz mit 69 Stellplätzen, für Radfahrer stehen drei B+R-Anlagen mit 108 Stellplätzen zur Verfügung.

## Verbindungsübersicht
Der Haltepunkt wird im 20-Minuten-Takt von der S 2 mit Triebfahrzeugen der DB-Baureihe 442 bedient.
| Linie | Strecke | Taktfrequenz                                                                                                  | Fahrzeugmaterial |
| ----- | --- | --- | ---------------- |
| S2    | Roth – Büchenbach – Rednitzhembach – Schwabach – Schwabach-Limbach – Katzwang – Reichelsdorfer Keller – Nürnberg-Reichelsdorf – Nürnberg-Eibach – Nürnberg-Sandreuth – Nürnberg-Steinbühl – Nürnberg Hbf – Nürnberg-Dürrenhof – Nürnberg Ostring – Nürnberg-Mögeldorf – Nürnberg-Rehhof – Nürnberg-Laufamholz – Schwaig – Röthenbach (Pegnitz) – Röthenbach-Steinberg – Röthenbach-Seespitze – Lauf West – Lauf (links Pegnitz) – Ottensoos – Henfenfeld – Hersbruck (links Pegnitz) – Happurg – Pommelsbrunn – Hartmannshof Stand: Fahrplanwechsel Dezember 2023 | 20/40 min (Roth–Schwabach) 20 min (Schwabach–Lauf) 20/40 min (Lauf–Hersbruck) 60 min (Hersbruck–Hartmannshof) | DB 1440          |

Umsteigemöglichkeiten
| Linie               | Strecke | Taktfrequenz                               |
| ------------------- | --- | ------------------------------------------ |
| Straßenbahnlinie 5  | Tiergarten – Siedlerstraße – Balthasar-Neumann-Straße – Mögeldorf – Lechnerstraße – Business Tower – Marthastraße – Norikerstraße – Dürrenhof – Marientunnel – Hauptbahnhof – Celtisplatz – Aufseßplatz – Christuskirche – Humboldtstraße – Schuckertstraße – Siemensstraße – Lothringer Straße – Frankenstraße – Trafowerk – Am Rangierbahnhof – Finkenbrunn – Südfriedhof – Saarbrückener Straße – Worzeldorfer Straße Stand: Fahrplanwechsel Dezember 2023 | 10 min (werktags) 20 min (sonn-/feiertags) |
| Straßenbahnlinie 11 | Tiergarten – Siedlerstraße – Balthasar-Neumann-Straße – Mögeldorf – Lechnerstraße – Business Tower – Marthastraße – Norikerstraße – Dürrenhof – Marientunnel – Hauptbahnhof – Celtisplatz – Aufseßplatz – Christuskirche – Heynestraße – Brehmstraße – Alemannenstraße – Dianaplatz – Gibitzenhof Stand: Fahrplanwechsel Dezember 2023 | 10 min (werktags) 20 min (sonn-/feiertags) |